# Eu cred
"Eu cred" ("Eu acredito") foi a canção que representou a Roménia no Festival Eurovisão da Canção 1998 que teve lugar em 9 de maio de 1998, em Birmingham, Inglaterra, Reino Unido.
A referida canção foi interpretada em romeno por Mălina Olinescu. Foi a décima-quinta canção a ser interpretada na noite do festival, a seguir à canção de Portugal "Se eu te pudesse abraçar", cantada pela banda Alma Lusa e antes da canção do Reino Unido "Where Are You?, interpretada por Imaani. Terminou a competição em 22.º lugar, tendo logrado conquistar apenas 6 pontos. A Roménia não participaria no ano seguinte, mas regressaria em 2000, com a banda Taxi que interpretou o tema " The Moon"

## Autores
- Letrista: Liliana Ştefan
- Compositor: Adrian Romcescu
- Orquestrador: Adrian Romcescu

## Letra
A canção é uma balada, com Olinescu dirigindo-a um ex-amante. Ela lhe diz que ela ainda está esperando pelo seu retorno, e que ela acredita que é ouvi-lo - assim a música vai acelerar seu retorno. Ela pede a ele "um sinal de que você vai ficar".

## Outras versões
Olinescu gravou também uma versão em inglês intitulada "You live".